# Plagiochila thrausta
Plagiochila thrausta là một loài rêu trong họ Plagiochilaceae. Loài này được Inoue & Grolle mô tả khoa học đầu tiên năm 1979.